# 목표달성! 토요일
《목표달성! 토요일》은 2000년 2월 26일부터 2002년 10월 19일까지 매주 토요일에 방송되었던 문화방송의 버라이어티 프로그램이다.
첫 회부터는 오후 6시에 방영되었으나 2000년 5월 20일 신설된 《TV특종 놀라운 세상》에게 자리를 내준 뒤 7시로 이동했으며, 같은 해 가을개편부터 와이드화 프로그램으로 변경됐다. 다만, 메인 MC 유재석이 2002년 봄 개편 때 SBS 《토요일이 온다》로 이적하면서 하락세를 보여오자 결국 2002년 10월 19일 막을 내렸다. 한편 유재석이 2002년 봄 개편 때 자리를 옮긴 《토요일이 온다》의 한 코너였던 '옥상탈출'은 공교롭게도 본 프로그램의 코너인 〈스타 서바이벌 동거동락〉과 비슷하다는 지적을 사 논란을 빚기도 했다.

## 진행자
- 김진수
- 양미라
- 유재석
- 박경림
- 김채연
- 이휘재
- 클놈 (염경환, 지상렬)
- 강호동

## 역대 코너

### 스타 서바이벌 동거동락
- 목표달성 토요일의 대표 코너로서, MC 유재석의 진행으로 매주 합숙소에서 게임을 하면서 한명씩 탈락자를 선정하는 코너

### 스타챔피언
- 연예인을 초대해 커플을 선정해서 상대방이 들어야 할 말을 가지고 게임을 하는 코너

### god의 육아일기
- 그룹 god가 아기를 키우는 모습을 보여주는 리얼형 코너

### 꼴찌탈출
- 매주마다 고등학교에서 꼴찌 주변을 맴도는 학생 5명을 골라 꼴찌에서 상위권으로 올라가게 해주는 훈련 코너

### 악동클럽
- 21세기의 변화에 발맞춰 시작된 제2의 H.O.T.를 목표로 시행되었던 오디션 프로그램이다. 꼴찌탈출 3탄이라고도 불린다.

### 강호동의 천생연분
- 강호동이 MC를 맡아 매주 킹카, 퀸카를 골라서 커플을 이루게 해주는 코너. 이 코너는 시청자들로부터 많은 인기를 얻었고, 본 프로그램이 종영됨과 동시에 2002년 11월부터 단독 프로그램으로 독립했다.

### 애정만세
- 박경림이 MC를 맡은 코너로서, 일반 여대생과 스타의 만남을 다룬 코너

## 그 외 코너
- 무(식)한 대결
- 101번째 프로포즈
- 노래방 습격사건
- 쿨의 동물천하

## 결방 사유 및 편성 변경
2000년
- 9월 16일 : 시드니 올림픽 중계방송으로 인한 결방 (수영, 유도, 배구 등)
- 9월 23일 : 시드니 올림픽 중계방송으로 인한 결방 (육상, 배드민턴, 탁구, 축구 등)
- 9월 30일 : 시드니 올림픽 중계방송으로 인한 결방 (남자 하키 결승)

2002년
- 4월 13일 : 한나라당과 새천년민주당의 제16대 대통령 선거 후보 경선 뉴스 특보 편성으로 인한 결방
- 6월 22일 : 2002 한일 월드컵 《대한민국 vs 스페인》 중계방송으로 인한 결방
- 6월 29일 : 2002 한일 월드컵 3/4위전 특집쇼 편성으로 인한 결방
- 10월 12일 : 2002년 부산 아시안 게임 중계 방송으로 인한 결방 (여자 핸드볼 결승 & 남자 하키 결승)

## 타이틀 변천사
| 타이틀                  | 방송 기간                          |
| ----------------------- | ---------------------------------- |
| 그랜드 쇼               | 1969년 8월 16일 ~ 1974년 2월 16일  |
| 토요일 토요일 밤에      | 1974년 2월 23일 ~ 1981년 3월 14일  |
| 쇼2000                  | 1981년 3월 21일 ~ 1985년 6월 9일   |
| 토요일! 토요일은 즐거워 | 1985년 6월 16일 ~ 1997년 3월 1일   |
| 쇼 토요특급             | 1997년 3월 8일 ~ 1999년 1월 23일   |
| 베스트 토요일           | 1999년 5월 15일 ~ 1999년 10월 16일 |
| 목표달성! 토요일        | 2000년 2월 26일 ~ 2002년 10월 19일 |
| 토요일                  | 2005년 4월 23일 ~ 2005년 10월 22일 |
| 강력추천 토요일         | 2005년 10월 29일 ~ 2006년 4월 29일 |